# Малайски миризливи язовци
Малайските миризливи язовци (Mydaus) са род бозайници от семейство Скунксови (Mephitidae). Външно приличат на по-известните членове на семейство Порови, също наричани „язовци“ (които сами по себе си са полифилетична група). 

## Класификация
Има само два съществуващи вида – палавански миризлив язовец (M. marchei) и явански язовец (M. javanensis). Те живеят на запад от Уолъсовата линия, като яванският язовец се среща на острови от групата на Големите Зондски острови, като Суматра, Ява и Борнео, а палаванският язовец се среща на филипинския остров Палаван, както и на съседните острови.
Миризливите язовци са наречени така заради външната им прилика с други язовци и заради зловонните секрети, които изхвърлят от аналните жлези при самозащита (по-изразено при яванския язовец).
Традиционно се смяташе, че миризливите язовци са роднини на евразийските язовци от подсемейство Язовци на семейство Порови, но скорошен ДНК анализ показа, че миризливите язовци споделят по-скорошен общ прародител със скунксовете и експертите ги поставиха в скунксовото семейство.